# Rhabdodemania minor
Rhabdodemania minor är en rundmaskart som först beskrevs av Rowland Southern 1914.  Rhabdodemania minor ingår i släktet Rhabdodemania och familjen Rhabdodemaniidae. Inga underarter finns listade i Catalogue of Life.